# Coleophora centralis
Coleophora centralis é uma espécie de mariposa do gênero Coleophora pertencente à família Coleophoridae.